# Le Stigmate
Le Stigmate est un film muet français réalisé par Louis Feuillade et Maurice Champreux et sorti en 1925,.
Ce fut la dernière œuvre tournée par Louis Feuillade. Il meurt le 26 février 1925, pendant sa réalisation et quelques jours avant la sortie du film, en mars. C'est son gendre, Maurice Champreux, qui terminera cette œuvre.

## Découpage
Le film se compose de six parties :
1. Le Mort vivant
2. Les deux mères
3. L'évasion
4. Nocturnes
5. La mère prodigue
6. La main

## Fiche technique
- Réalisation : Louis Feuillade, Maurice Champreux
- Scénario : Louis Feuillade, d'après son histoire
- Chef-opérateur : Léon Morizet
- Décors : Robert-Jules Garnier
- Montage : Maurice Champreux
- Société de production : Société des Établissements L. Gaumont
- Format : Muet - Noir et blanc - 1,33:1 - 35 mm
- Pays de production : France
- Date de sortie : France : 5 mars 1925

## Distribution
- Jean Murat : Lewis Johnson
- Nina Orlova : Irène
- Francine Mussey : Manon
- Joë Hamman : l'inspecteur Coursan
- Bouboule : Geneviève
- Jean-Pierre Stock : Nordier
- Henri-Amédée Charpentier : La Comble
- Selric Romero : Gidard
- Julio de Romero : Mahmoud Khan
- Germaine Chambert : Mme Delestang
- Georgette Lhéry : Liliane
- Jeannine Blanleuil : la petite Gaby
- Henriette Clairval-Térof

## Autour du film
- « Un obscur critique écrivit, non sans justesse, que, selon le mot de Goethe, il n'avait consenti à mourir qu'après avoir terminé l'œuvre en chantier[3]. »